# Willem Blaeu
Willem Jansz. Blaeu (Uitgeest of Alkmaar, 1571 – Amsterdam, 1638) was een Nederlandse cartograaf, globemaker, drukker en uitgever. De naam Blaeu (in het Latijn: Caesius) is hij pas na 1620 min of meer officieel gaan voeren.

## Biografie

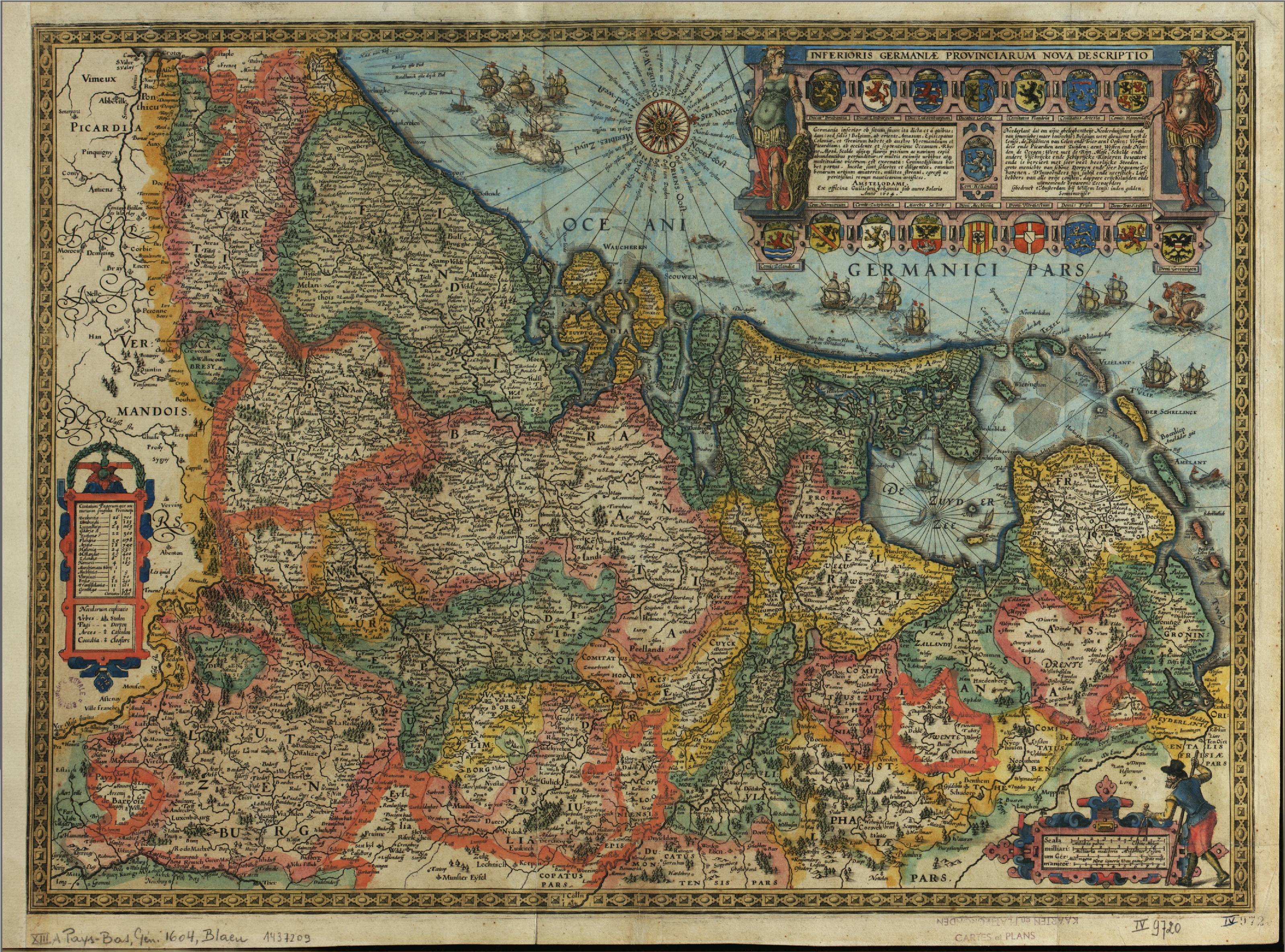
Inferioris Germaniae Provinciarum Nova Descriptio (1604)

Willem Jansz. werd in 1571 geboren als de zoon van Jan Willemsz. (1527-1594), een welvarende, doopsgezinde haringkoopman, en Stijntje van Uitgeest. Zijn vader vestigde zich al snel, in 1573, vanuit Uitgeest in Alkmaar. In datzelfde jaar, van 23 augustus tot 8 oktober 1573, vindt het Beleg van Alkmaar plaats door de Spanjaarden. 
Zijn grootvader, Willem Jacobsz (ca. 1500-1550) had als bijnaam Blauwe Willem, en werd aldus naamgever van de familie Blaeu.
Willem gaat bij Cornelis Hooft in Amsterdam in de leer om koopman te worden in haring en graan. Hooft, die getrouwd is met nicht Anna Jacobsdr Blaeu, was in die tijd tevens een van de burgemeesters van Amsterdam. Willem komt er snel achter dat hij niet geschikt is voor de haring- en graanhandel.
Willem toont meer interesse voor de wetenschap en gaat in de winter van 1595 voor een half jaar in de leer bij de Deense astronoom Tycho Brahe op het Deense eiland Ven. Deze geeft les in astronomie, in wiskunde en in het maken van astronomische en nautische instrumenten. Ook beschikt Brahe een drukkerij voor het publiceren van boeken in eigen beheer.
Willem Jansz trouwt, vermoedelijk in 1597, in Alkmaar met Maritgen Cornelisdr van Uitgeest. Zij krijgen tussen 1598 en 1620 11 kinderen, waarvan er 3 naamloos overlijden. 5 zonen en 3 dochters blijven leven.  Twee zonen, Joan (oudste zoon) en Cornelis (derde zoon) worden vanaf 1630 medeverantwoordelijk voor alle aspecten van het bedrijf.
In 1598 of 1599 verhuist hij naar de Korte Nieuwendijk in Amsterdam en opent daar een winkel. In november 1599 betrekt het gezin een huis aan de Geldersekade in de wijk Lastage; in de transportakte staat hij als globemaker te boek.
In 1605 werd Willem, boekverkoper uit Alkmaar, ingeschreven als poorter van Amsterdam. Hij huurde een pand Op 't Water, hoek Mandenmakerssteeg (tegenwoordig Damrak nr. 46), en gebruikte dit als woonhuis, winkel en drukkerij. In 1612 maken Willem Jansz en Maritgen hun testament. In dat jaar hadden zij 5 kinderen.
Willem kocht het pand Op 't Water in 1613 en dit pand blijft tot midden jaren 1670 (ver na het overlijden van Willem in 1638) in gebruik bij de familie.
In 1635 is het bedrijf dusdanig groot dat uitbreiding noodzakelijk is; er wordt een pand met grond gekocht aan de  Bloemgracht, hoek Derde Leliedwarsstraat (huidig adres: Bloemgracht 130). Bij elkaar meet pand en grond ongeveer 20 m breed en 40 m diep. Willem Joansz, kleinzoon van Willem Jansz, legt in 1636 de eerste steen voor een nieuwe drukkerij. Willem Jansz en Maritgen verhuizen van Op 't Water naar de Bloemgracht en herzien hun testament, waarbij de erfenis gelijkelijk over de dan nog levende 6 kinderen zou moeten worden verdeeld. Joan wordt hoofdverantwoordelijke voor een juiste uitvoering van het testament. Joan en broer Cornelis vormen de directie van het bedrijf.
Kort daarna overlijdt Willem Jansz. en wordt op 21 oktober 1638 begraven in de  Nieuwe Kerk.

### Globemaker
In 1598 of 1599 verhuist Willem naar de Korte Nieuwendijk in Amsterdam en opent daar een winkel. Hij produceert en verkoopt daar globes en instrumenten voor de zeevaart en voor de astronomie. Ook verkoopt hij boeken en kaarten.
Hij maakt in 1598/1599 een eerste hemel- en een aardglobe elk met een doorsnede van 34 cm.
In 1603 voltooit hij een hemelglobe, waarin hij zowel de hemelobservaties van 
zeelieden als Frederik Houtman en Pieter Keyser verwerkt als ook de door hem op 18 augustus 1600 ontdekte veranderlijke ster in het sterrenbeeld Zwaan.
Standaardglobes van Blaeu hebben doorgaans een doorsnede van 68 cm. Eén van de grootste door Blaeu geleverde globes (170 cm doorsnede) bevindt zich sinds 1710 in het Nationaal Historisch Museum in Moskou .
In Nederland zijn globes van Blaeu te bewonderen in het Scheepvaartmuseum in Amsterdam.

### Drukker
De eerste kennismaking met het beroep van drukker deed Willem op in zijn studietijd bij Tycho Brahe. Toen hij in 1605 het pand Op 't Water betrok begon hij zelf ook  een drukkerij. Details over de inrichting van deze drukkerij zijn niet bekend.
Bij de uitbreiding van het bedrijf in 1637 werd aan de Bloemgracht (huidig nr.130) ook een drukkerij gevestigd.; dit was in die tijd een van de grootste en modernste drukkerijen van Europa. Deze drukkerij omvat 9 letterpersen en 6 koperplaatpersen, een werkplaats voor letterzetters, een lettergieterij, een ruimte voor correctoren, een magazijn voor koperplaten, een magazijn voor drukwerk (kaarten, prenten en atlassen) en een magazijn met veel exotische lettertypen.
Op 22 februari 1672 breekt er brand uit in de drukkerij aan de Gravenstraat; wanneer deze 'nieuwe' drukkerij in gebruik is genomen is onduidelijk. Hierbij gaan 4 plaatwerkpersen, 10 letterdrukpersen en het overgrote deel aan lettertypen,  gereedschap en drukwerk verloren. Vanwege de vorst bevriezen de brandspuiten en moet men het pand laten uitbranden.
Als in 1695 de drukkerijbenodigdheden worden verkocht zijn daar slechts 3 drukpersen bij.

### Kaartenmaker
In 1605 huurde Willem een pand Op 't Water en gebruikte dit als woonhuis, winkel en drukkerij. Buiten hing hij een uithangbord In de Vergulde Sonnewyser; waarschijnlijk een verwijzing naar een van de vele instrumenten die hij tijdens z'n opleiding had leren kennen. Daar begon hij met het zelf maken van landkaarten; een van de eerste (1604) was de kaart: Inferioris Germaniae Provinciarum Nova Descriptio.
In 1605 bracht hij zijn eerste wereldkaart uit, Nova universi terrarum orbis mappa.
Willem kocht het pand in 1613 en dit pand blijft tot midden jaren '70 (ver na het overlijden van Willem in 1638) in gebruik bij de familie.
Er verschenen, in navolging van de publicaties van Waghenaer en Willem Barentsz ook zeemansgidsen. Vanaf 1608 begon de uitgave van Het Licht Der Zeevaart met 115 pagina's tekst en 19 kaarten. In de loop der jaren werd dit werk uitgebreid, verbeterd en vertaald in het Frans en Engels. In 1623 verscheen Zeespiegel, inhoudende een korte Onderwijsinghe inde Konst der Zeevaert, &c.. Dit werk bestond in eerste instantie uit drie delen en bevatte 111 kaarten, in 1638 werd het uitgebreid met het vierde deel over de Middellandsche Schipvaert. Deze uitgaven vormden de hoofdmoot van de uitgeverij. Al in 1619 (het jaar dat Blaeu's privilege afliep) kreeg Blaeu echter concurrentie van z'n buurman Johannes Janssonius, die de zeemansgidsen kopieerde en ook op de markt bracht. Ook z'n overbuurman Jacob Aertsz. Colom begon in 1632 met het uitgeven van een zeemansgids: De Vijerighe Colom.

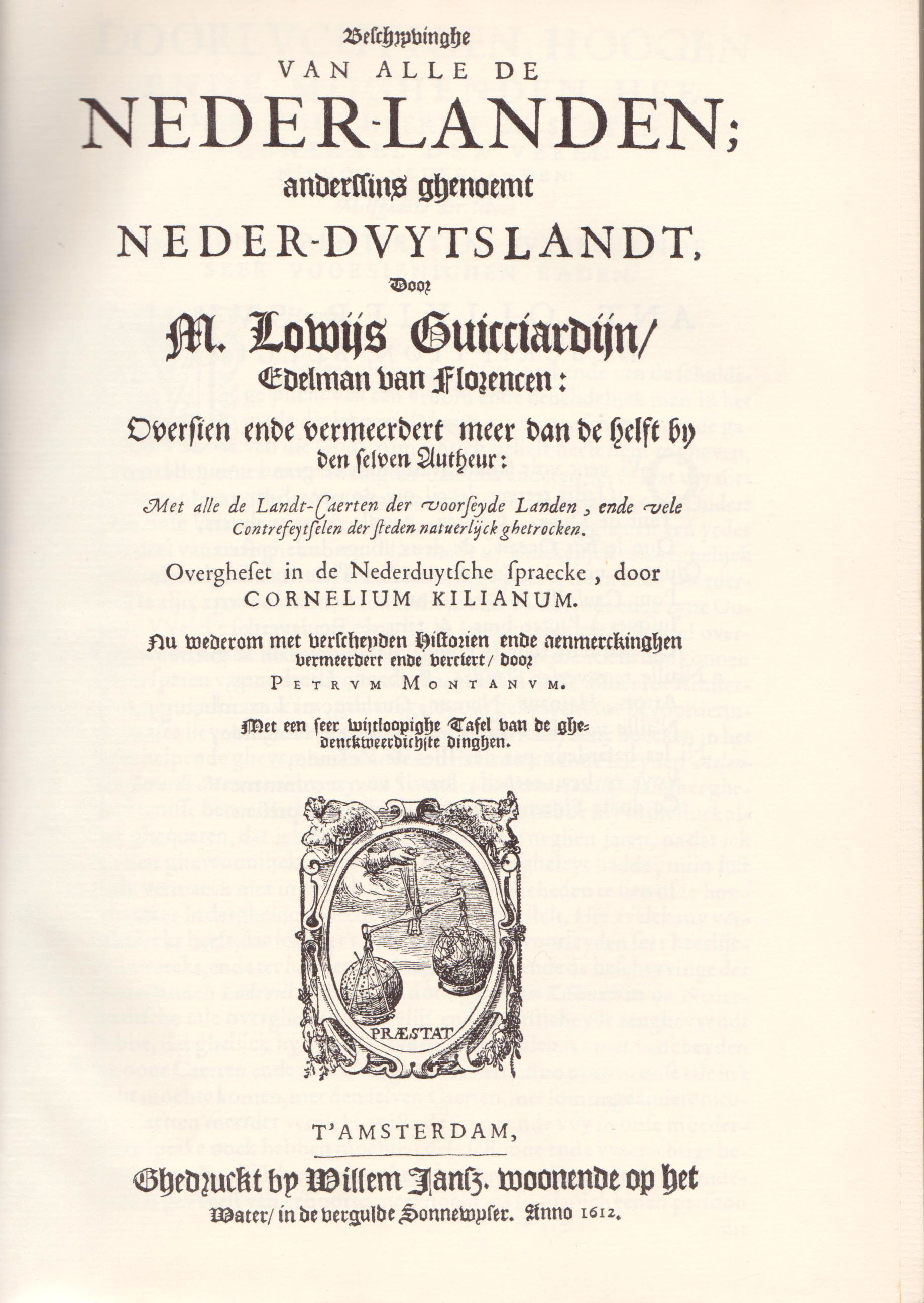
Blad met het eerste Impressum
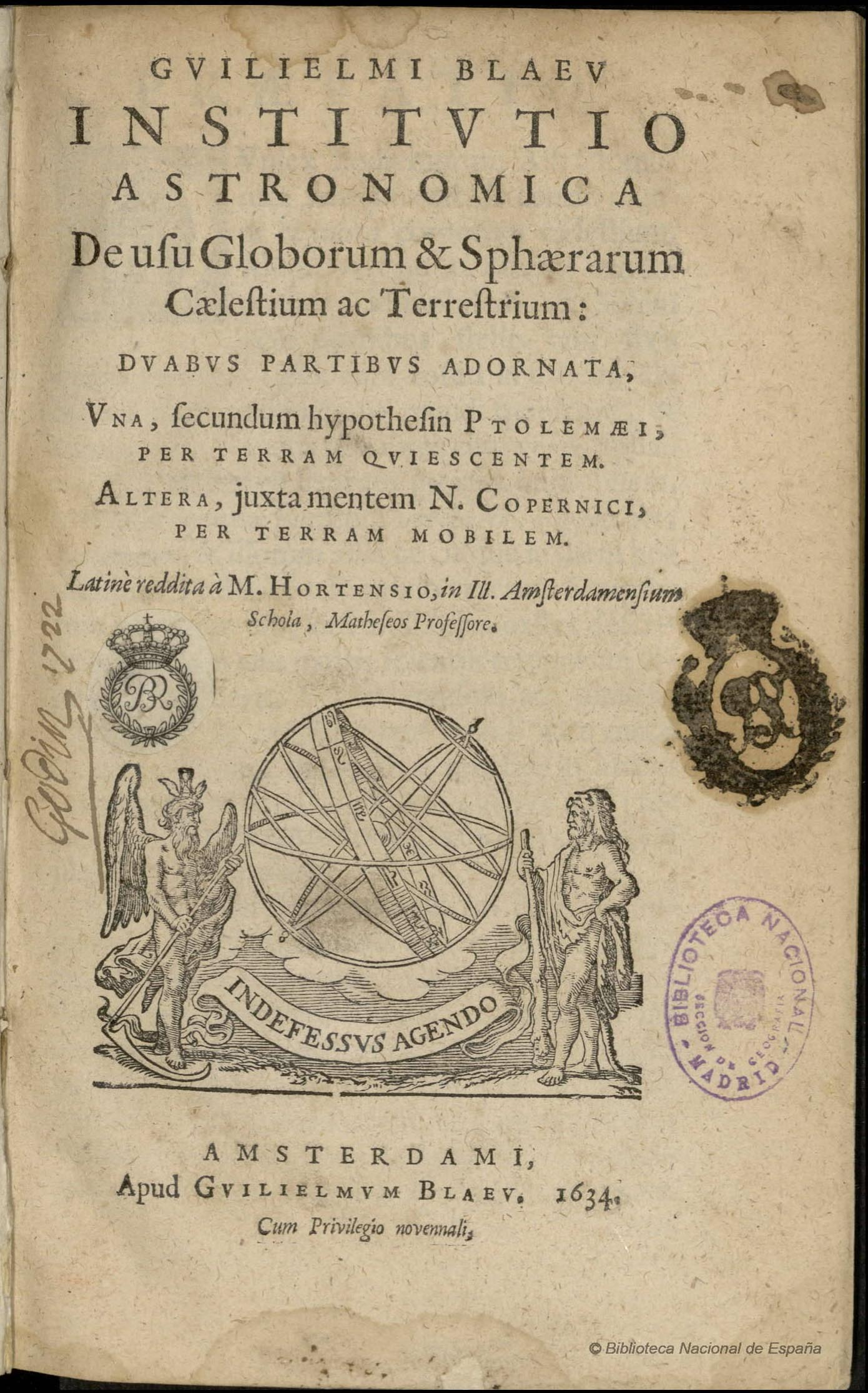
Blad met het eerste zonnewijzer Impressum
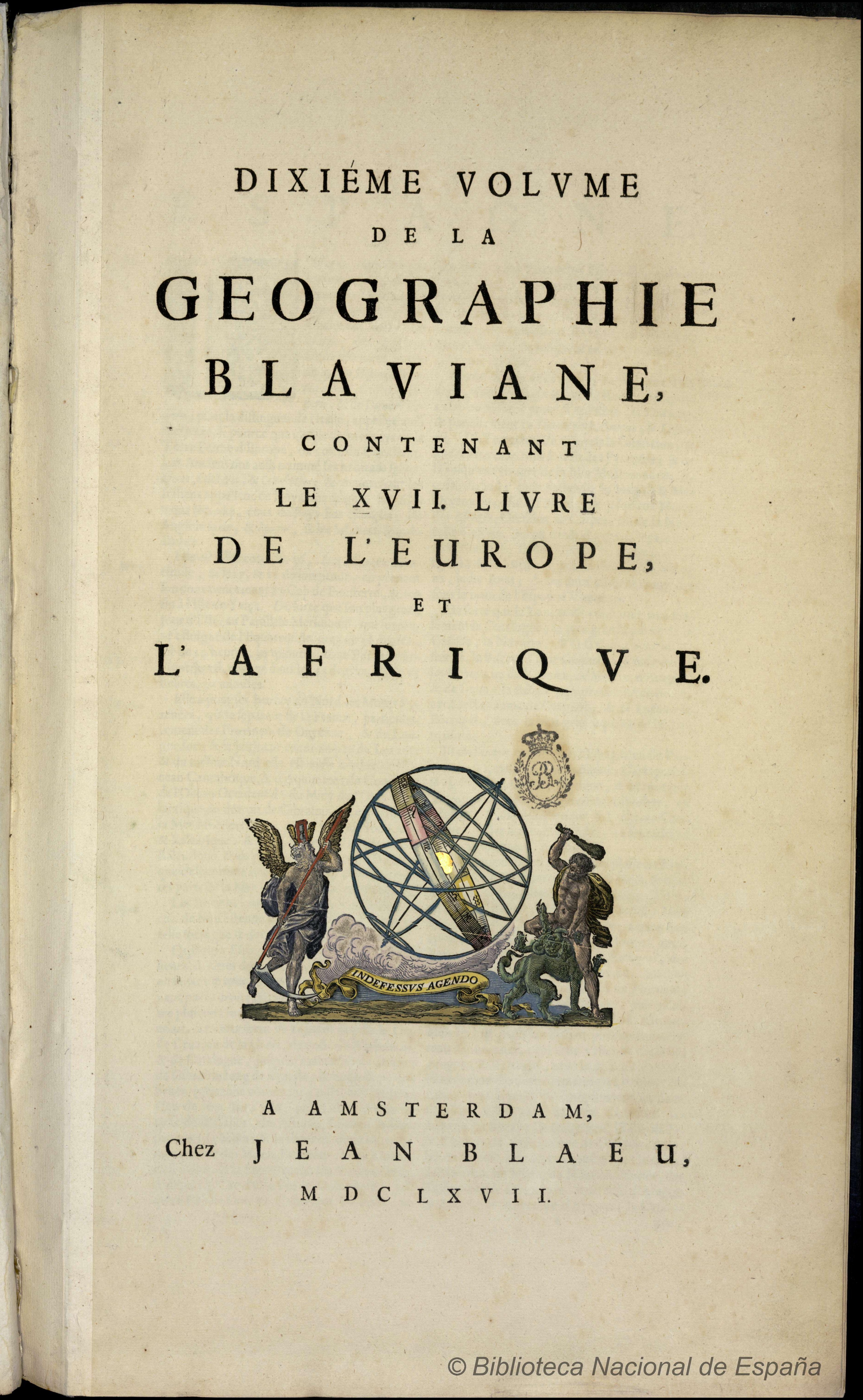
Het uiteindelijke Impressum
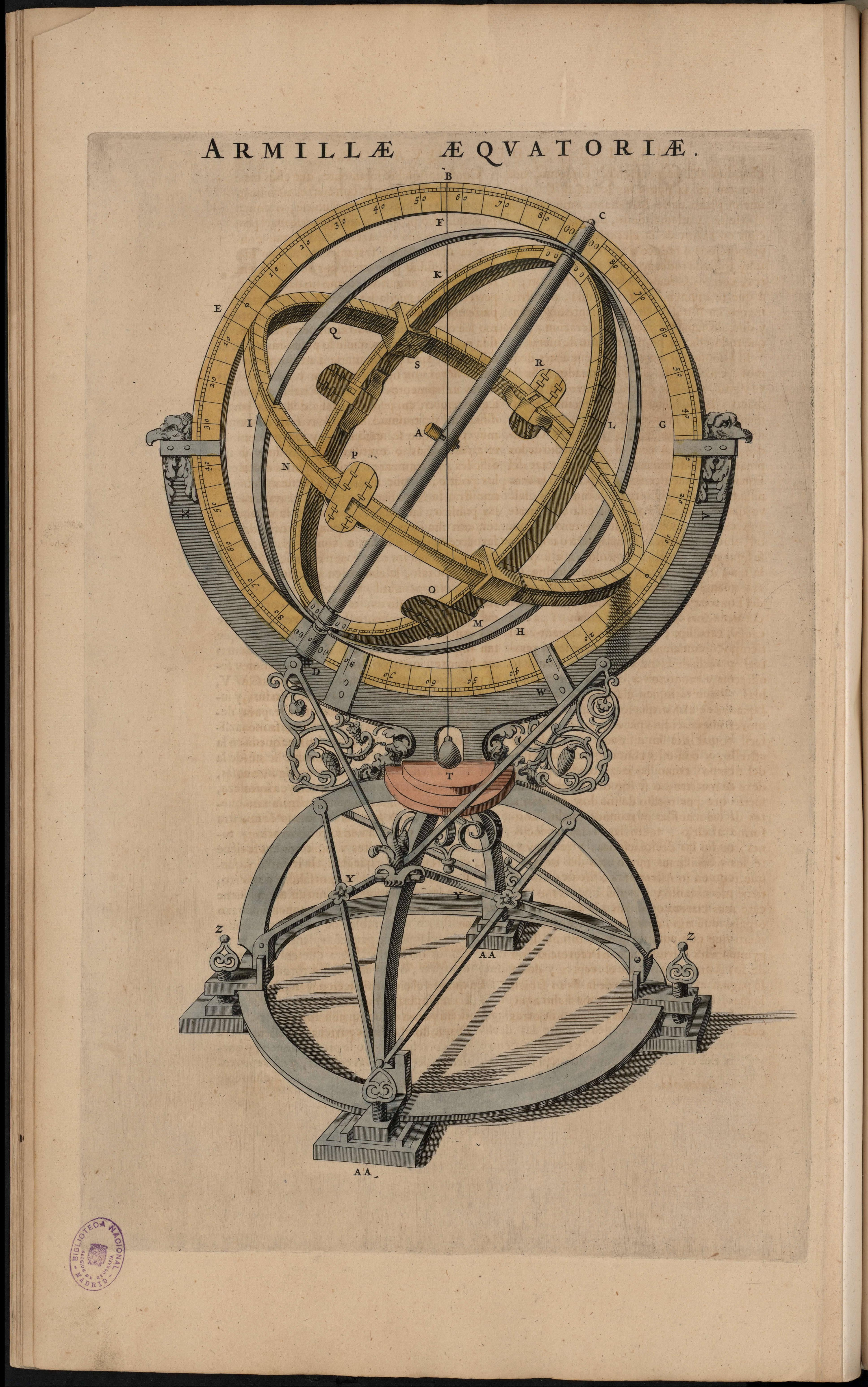
Instrument uit de Deense periode
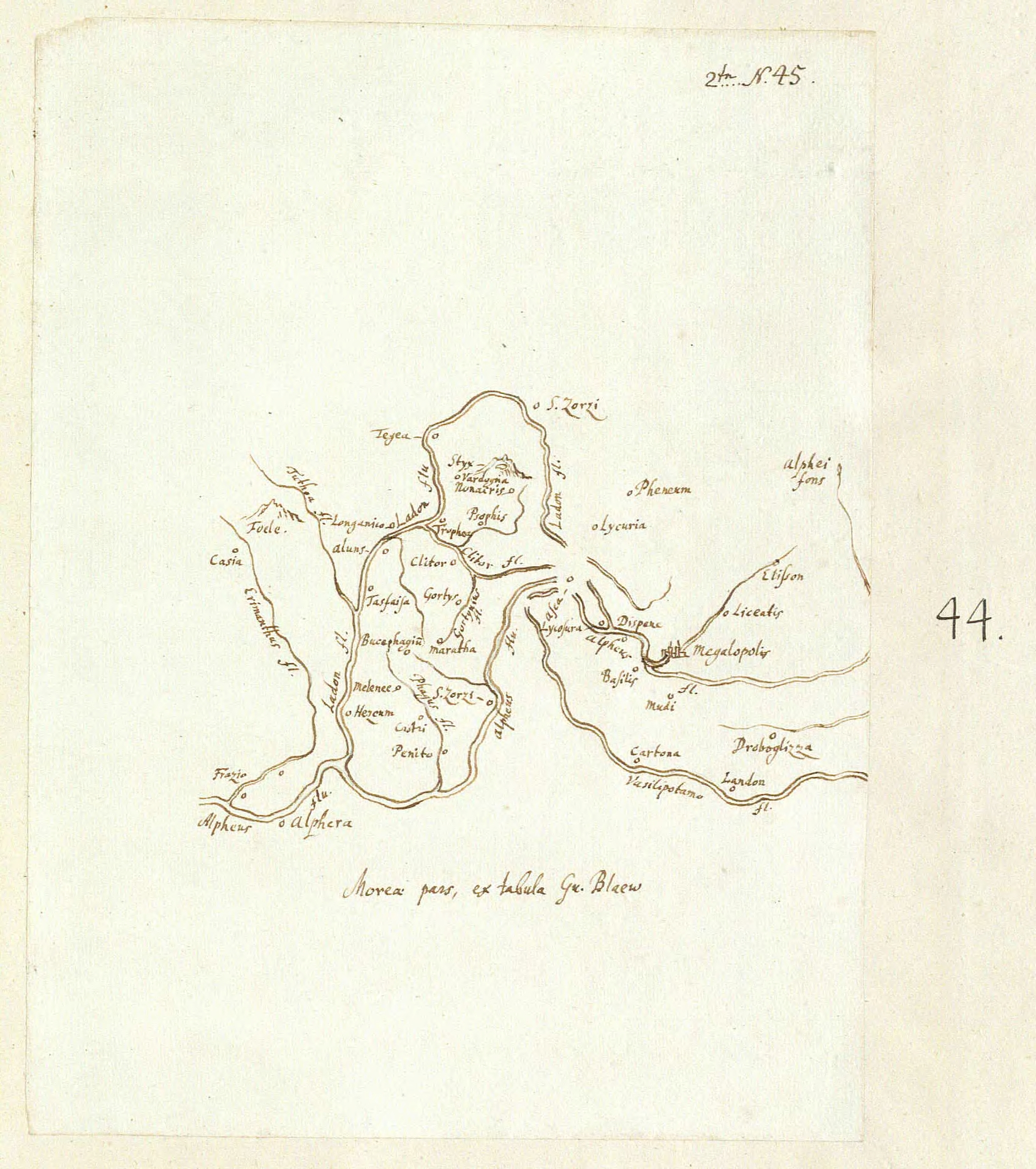
Manuscriptkaart van centraal Morea
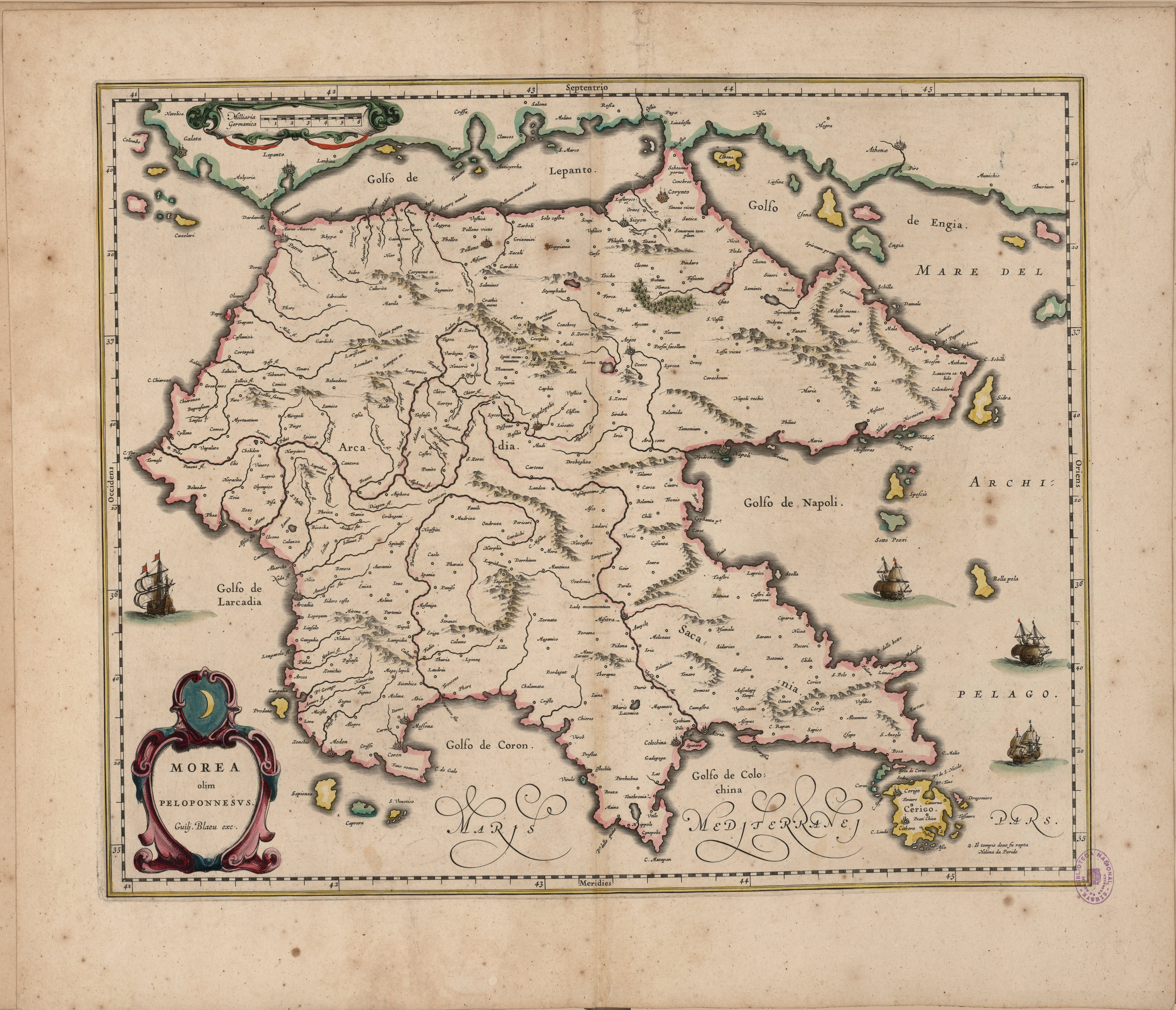
Uitgewerkte versie van Morea

Na verloop van tijd werd het de gewoonte om op de titelpagina een afbeelding te plaatsen van een drukkersmerk. Eerst gebruikte Blaeu een afbeelding van een weegschaal met in de ene schaal een aard- en in de andere een hemelglobe, als onderschrift: Praestat (Wat Het Zwaarst Weegt). Na 1621 werd het 'de Vergulde Sonnewijser', met aan weerszijden figuren uit de Griekse mythologie: Chronos en Heracles. Daaronder de spreuk: Indefessus Agendo (Onvermoeibaar Bezig). In de meest kostbare (ingekleurde) edities werd de zonnewijzer daadwerkelijk verguld met bladgoud.
Op de nieuwe locatie gaf hij werk aan de gevluchte predikant/dichter Dirck Raphaelsz. Camphuysen. Johan Philip Lansberg droeg een werk aan hem op.
Blaeu bleef op de hoogte met de nieuwste bevindingen van de astronomen, schippers, kapiteins en zeelieden. Om verwarring met z'n buurman/concurrent Janssonius te vermijden voegde hij rond 1621 aan z'n naam Willem Jansz het achtervoegsel Blaeu toe.
Willem Jansz bouwde een plaatpers met een cilinder van 80 cm; uniek in de wereld van de cartografie. Het Scheepvaartmuseum bezit een paskaart van West-Indië  van (h*b) 72,5 * 93,0 cm uit 1648, welke oorspronkelijk rond 1630 is uitgebracht. Genoemde cilinder moet dus toen al hebben bestaan.
Dit maakte hem mogelijk om paskaarten met kompaslijnen op grote vellen perkament te drukken. Blanco perkamenten paskaarten met voorgedrukte kompaslijnen werden aan schippers en stuurlieden meegegeven. Hiermee konden zij bij verkenning van onbekende kusten, hun observaties snel en gemakkelijk intekenen. Deze paskaarten waren zeer in trek vanwege hun duurzaamheid.
In 1633 werd hij aangesteld als kaartenmaker van de VOC en als examinator van de VOC-stuurlieden. In 1637 werd het bedrijf verplaatst naar de Bloemgracht. Lang heeft hij daar niet gewerkt, want een jaar later stierf hij en op 21 oktober 1638 werd hij begraven in de Nieuwe Kerk. Zijn bedrijf werd voortgezet door zijn zonen Joan en Cornelis.

### Instrumentmaker

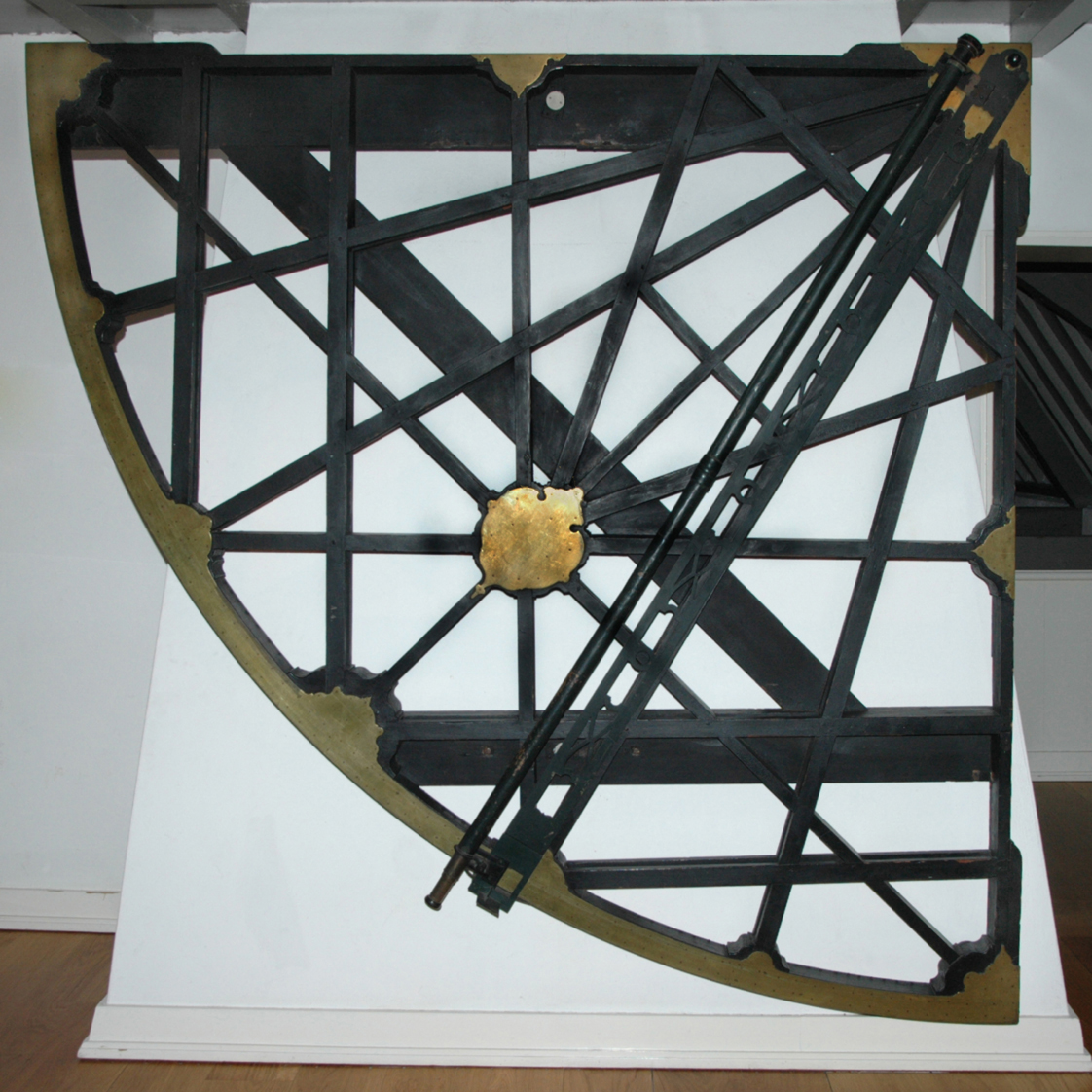
het kwadrant dat Willem Blaeu voor Snellius maakte rond 1620

Rond 1620 vervaardigde hij een zeer groot kwadrant (hoogte 213 cm) voor de Leidse hoogleraar  Willebrord Snellius, welke tegenwoordig in het Rijksmuseum Boerhaave te zien is.
Twee astrolabia uit 1624 en 1628 van zijn hand zijn tegenwoordig te zien in het Germanisches Nationalmuseum in Neurenberg en Het Scheepvaartmuseum in Amsterdam toont een tellurium; een model dat de beweging van aarde en maan ten opzichte van de zon laat zien.

### Wetenschapper
Alhoewel Blaeu het meest bekend is dankzij z'n activiteiten als cartograaf en uitgever was hij ook bezig met de wetenschap. Zo ontdekte hij op 18 augustus 1600 in het sterrenbeeld  Zwaan een nieuwe veranderlijke ster. Hij was ook zeer geïnteresseerd in het berekenen van de omtrek van de aarde. Daartoe voerde hij in 1629 metingen uit van Hoek van Holland tot Texel. De bepaling van de lengtegraden op zee had z'n speciale aandacht. Hij nam deel aan de beoordeling van de methode van Galileo Galilei om de lengtegraad te bepalen aan de hand van de manen van Jupiter. Mede omdat er nog geen accurate tijdmeting mogelijk was op zee was het bepalen van de lengtegraad tot ver in de 18e eeuw een netelig probleem. Verkeerde inschatting kon namelijk tot schipbreuk leiden. Vandaar het relatief groot aantal strandingen op de Westkust van Australië. Dit gebeurde met onder andere de Batavia (1629), de Vergulde Draeck (1656), de Zuytdorp (1711) en de Zeewijk (1726).

## De atlassen

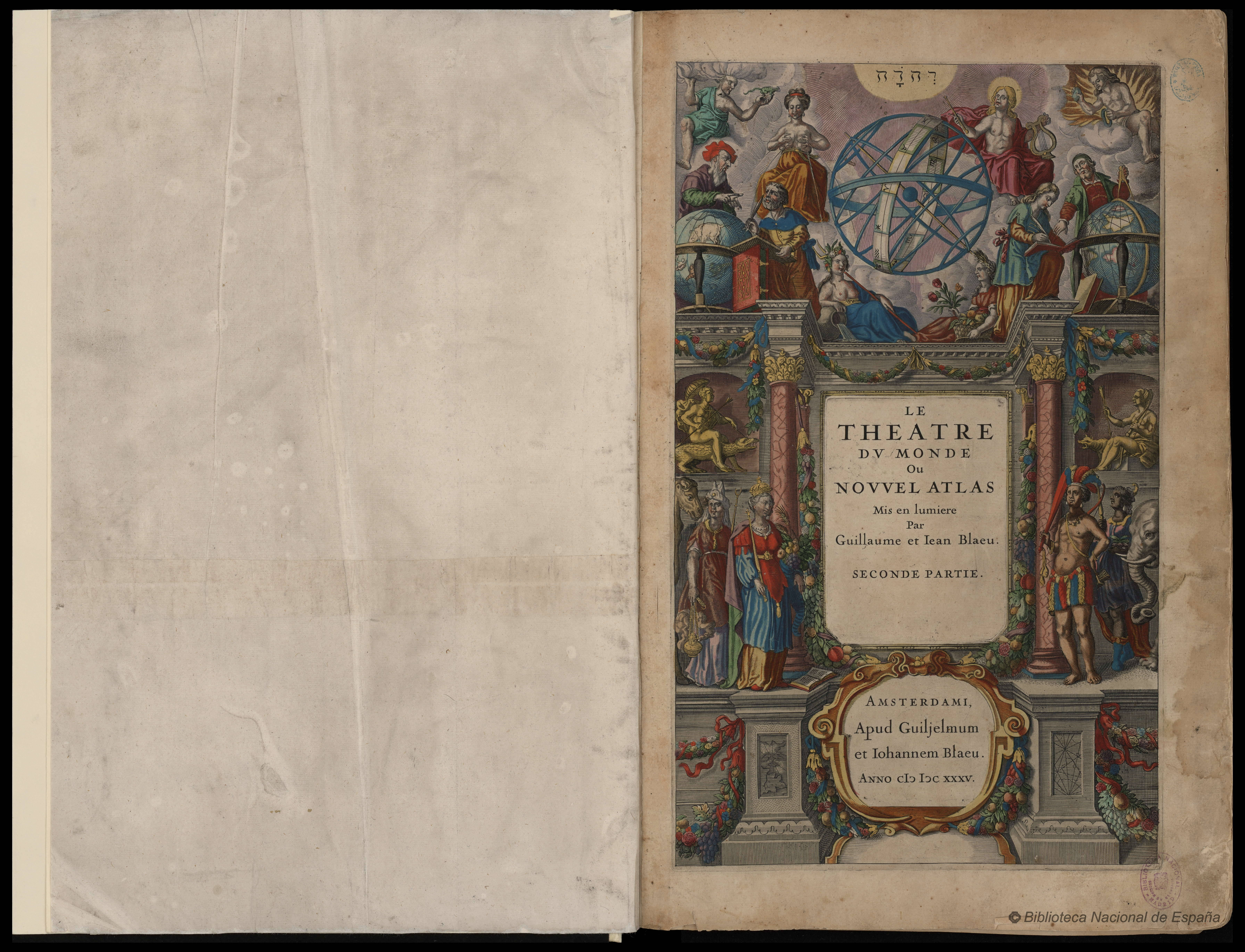
Titelblad van Le Theatre du monde, 1635

1631 was het jaar waarin hij zijn eerste atlas uitgaf, met zo'n 60 kaarten en begeleidende teksten. Van deze 60 kaarten waren 13 kaarten reeds eerder door Blaeu uitgegeven. De atlas werd deels aangevuld met de 37 koperplaten die in 1629 waren overgenomen van Jodocus Hondius (II). Het werk is bekend onder de titel Appendix en was bedoeld als aanvulling op de reeds bekende atlassen van Ortelius en Mercator. Na een jaar bestond het werk al uit twee delen met in totaal 99 kaarten. In de loop der jaren werd het werk verder uitgebreid en vernieuwd.
Deze uitgave kan gezien worden als de tweede impuls voor de felle concurrentiestrijd tussen de firma Blaeu en de firma Hondius/Janssonius. De laatsten begonnen namelijk direct met het kopiëren van de door Jodocus II verkochte kaarten en namen deze op in hun uitgaves van de zgn. Mercator-Hondius atlassen. Sindsdien werd er over en weer naar hartenlust gebruikgemaakt van elkaars kaarten.
De titel van de atlas werd in 1634 gewijzigd in Theatrum Orbis Terrarum (Tooneel der Wereld), een expliciete verwijzing naar de atlas van Ortelius (1570) en de eerste eendelige uitgave hiervan was in het Duits. Hij bevatte 159 kaarten. Er was nu geen sprake meer van een "appendix", het was een complete atlas geworden. Er volgden vertalingen in het Nederlands, Frans en Latijn en het werd weer tweedelig, met zo'n 208 kaarten. Ook deze atlas werd steeds verder uitgebreid en vernieuwd en ging uit steeds meer delen bestaan.
Na Willem Jansz.'s dood bleef de atlas zich verder ontwikkelen. Op het laatst was de atlas bekend onder de naam Atlas Maior, Grooten Atlas of Geographiae Blavianae. Deze atlas zou in de loop van de 17e eeuw uitgroeien tot een van de grootste en kostbaarste uitgaven op cartografisch gebied. Er zijn edities bekend die uit 14 verschillende boeken bestaan en rond de 600 kaarten bevatten.

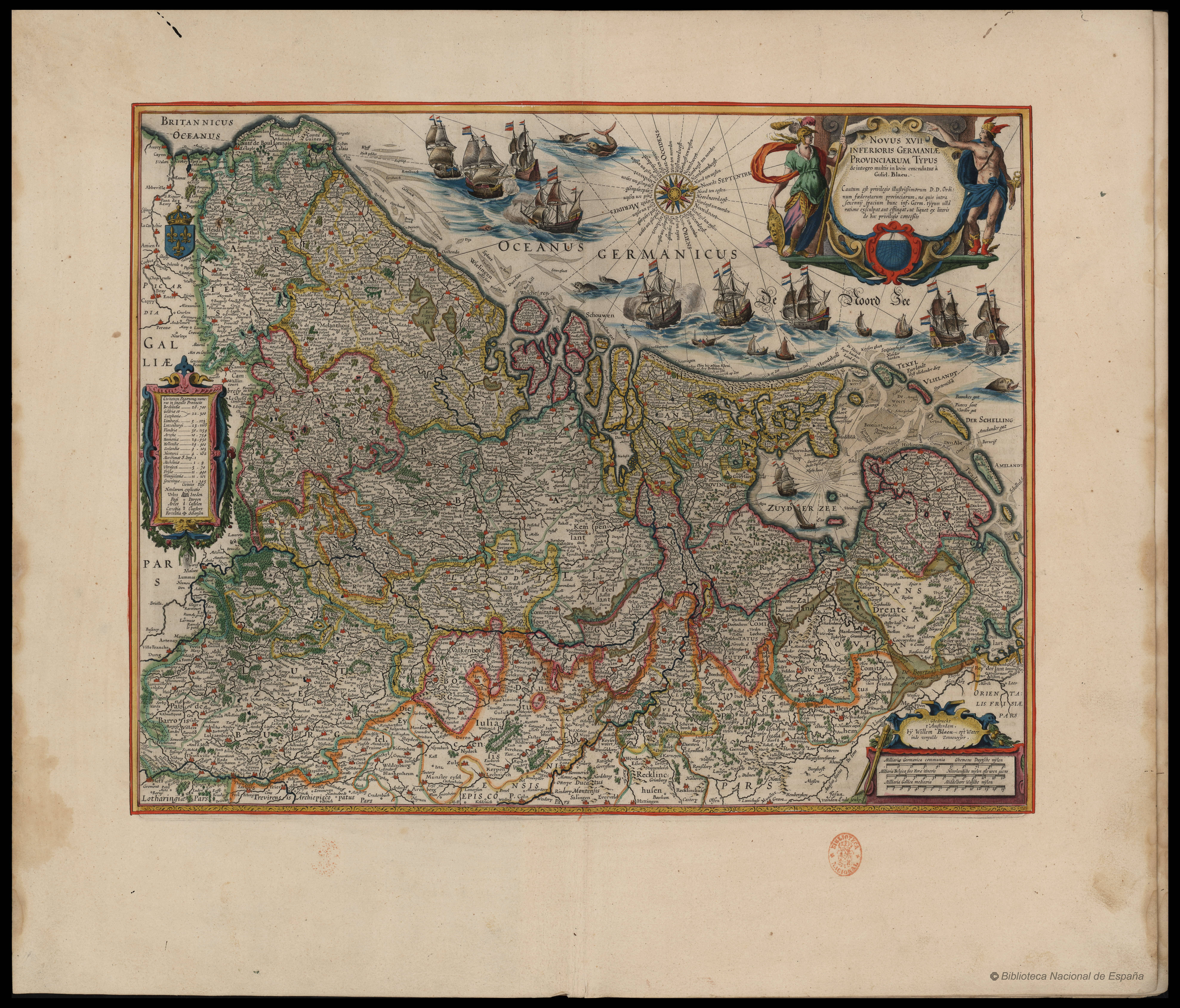
Verenigde Nederlanden
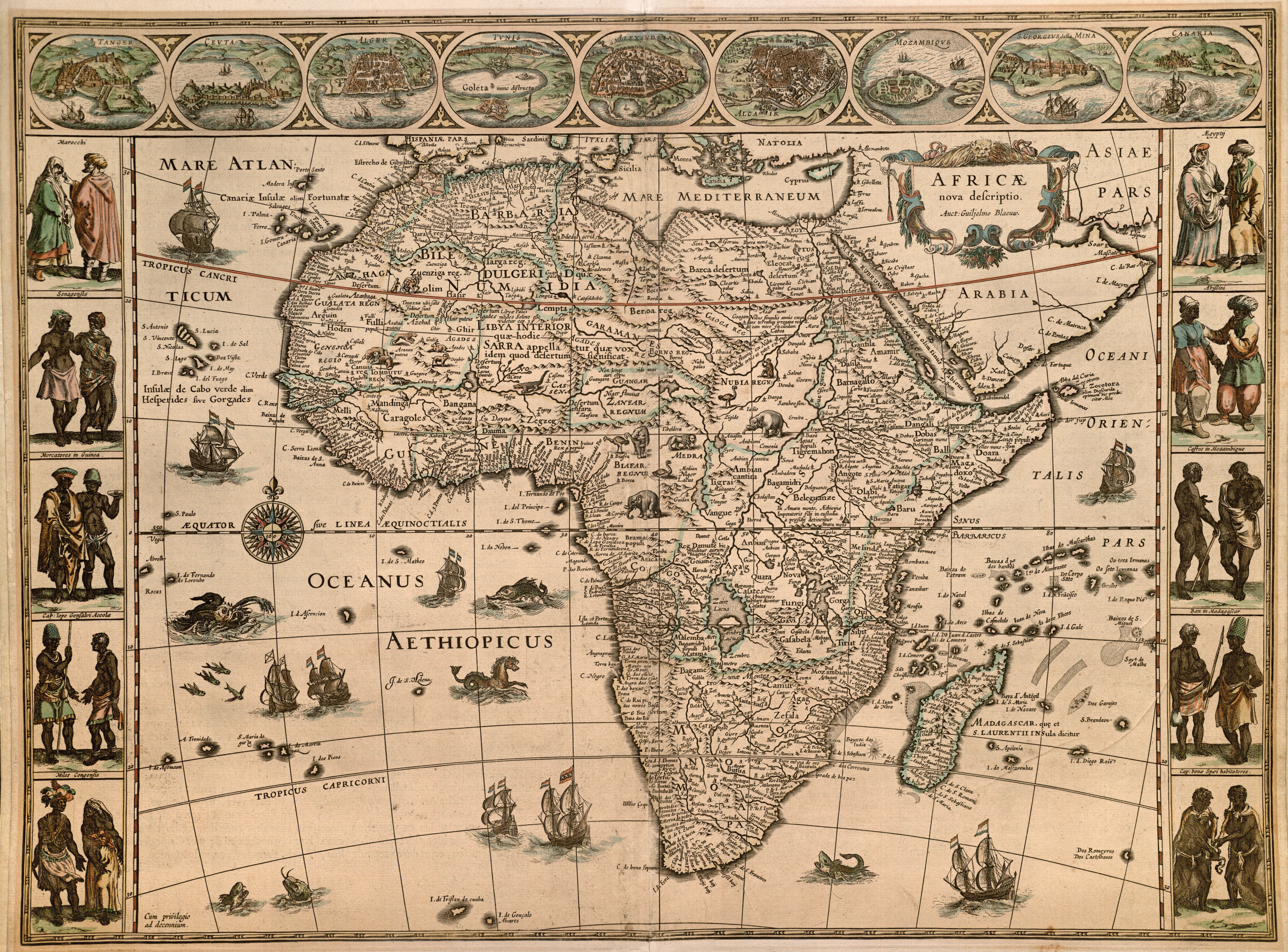
Afrika
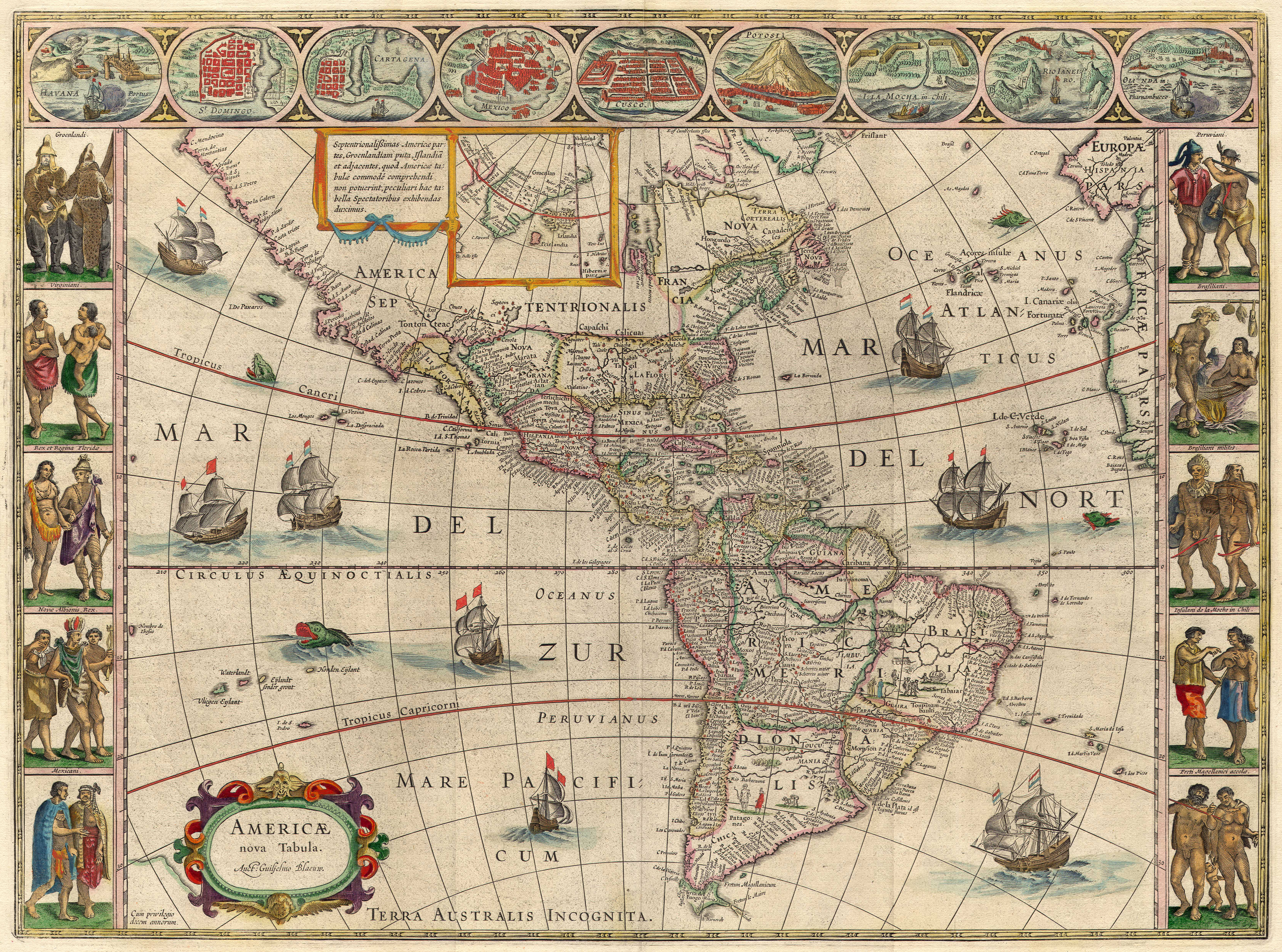
Amerika met randversiering
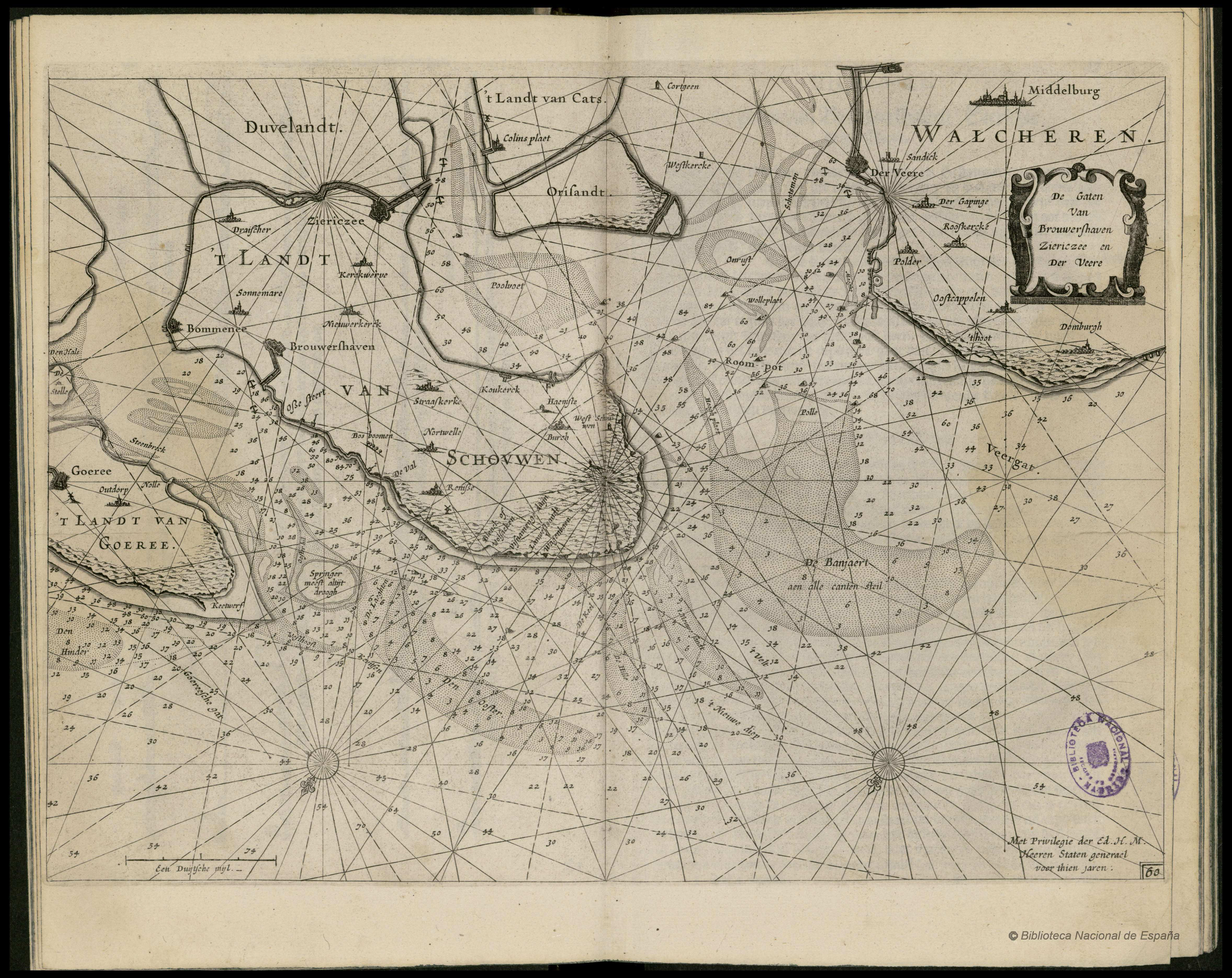
"De Gaten Van Brouwershaven Ziericzee en Der Veere"
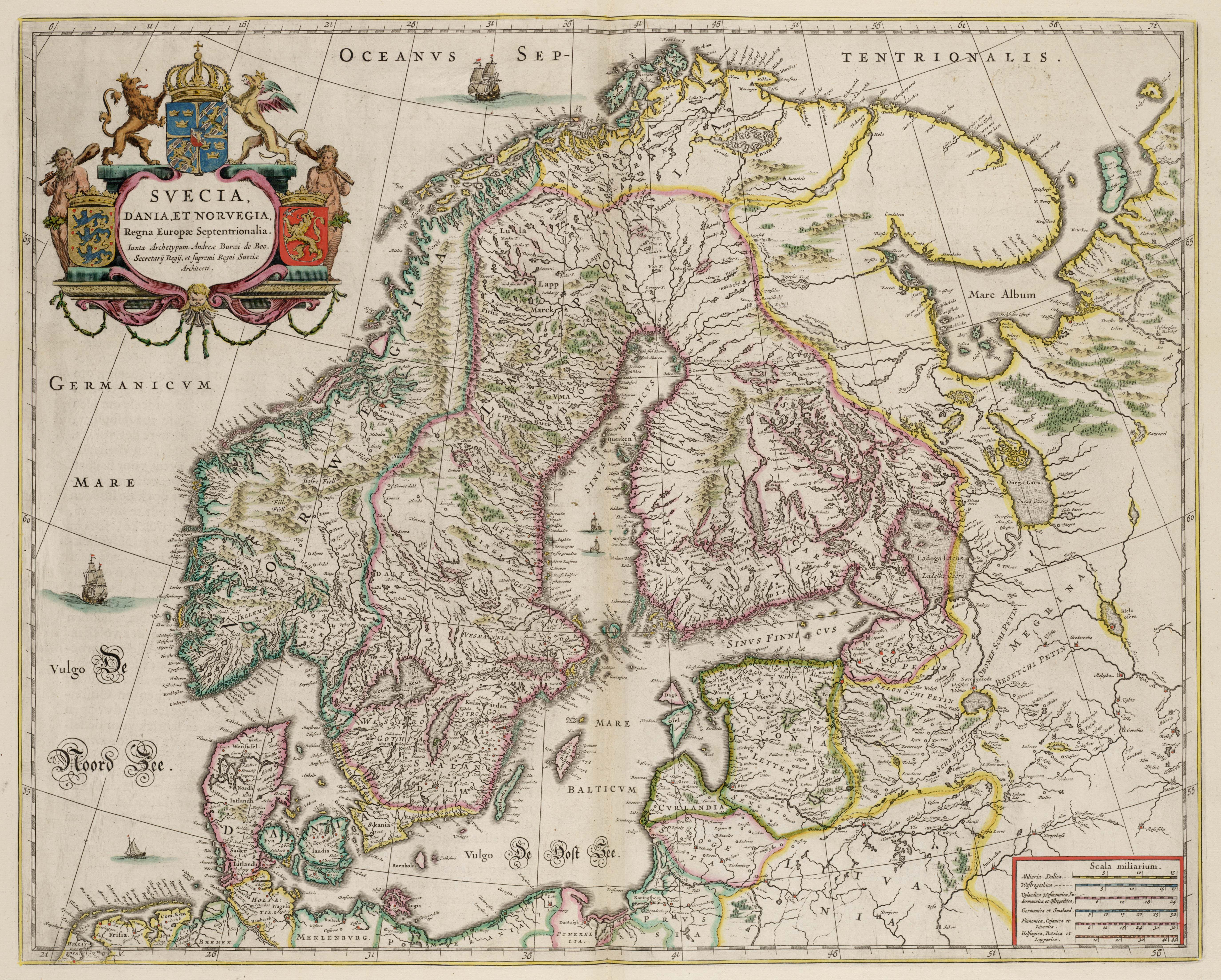
Scandinavië
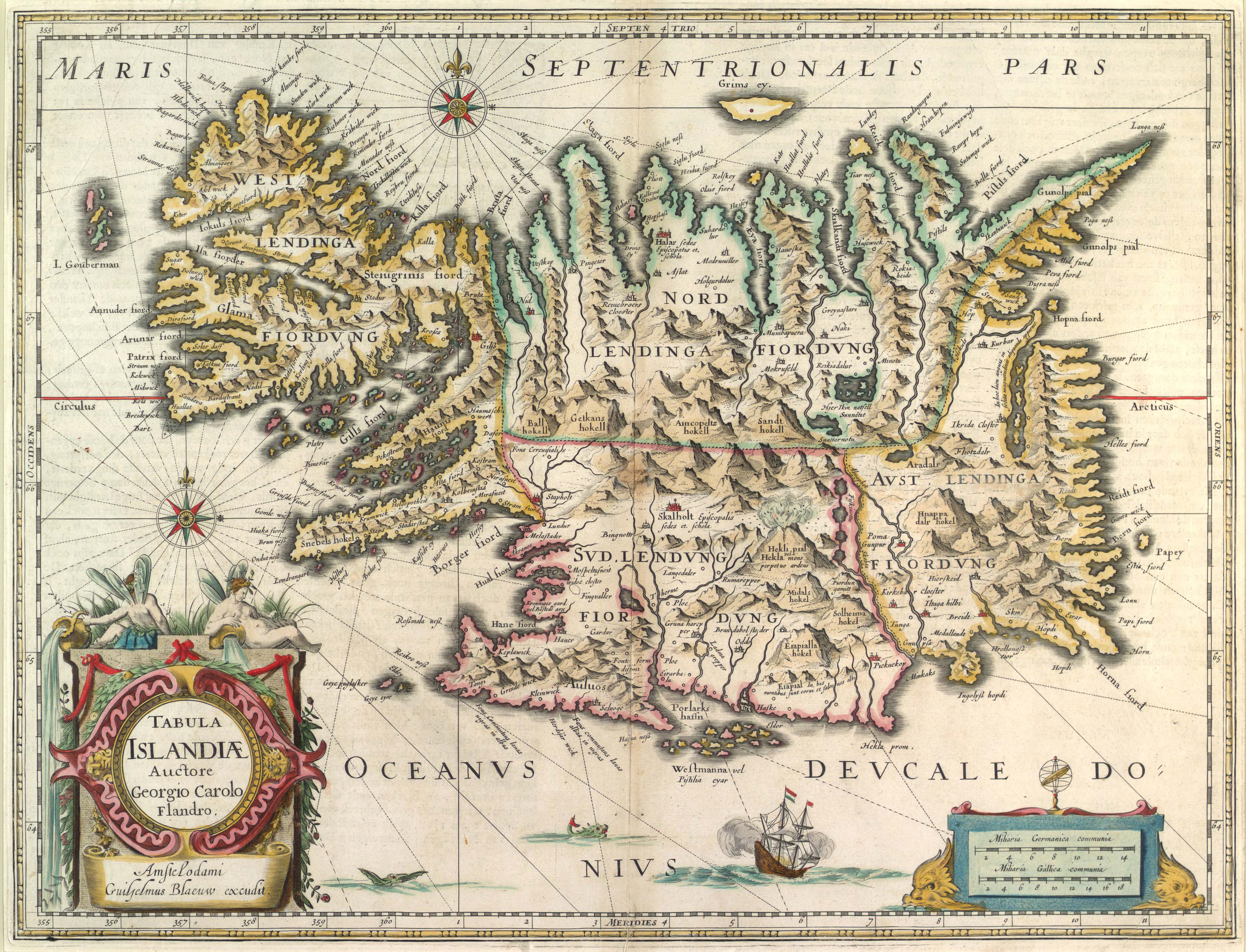
IJsland
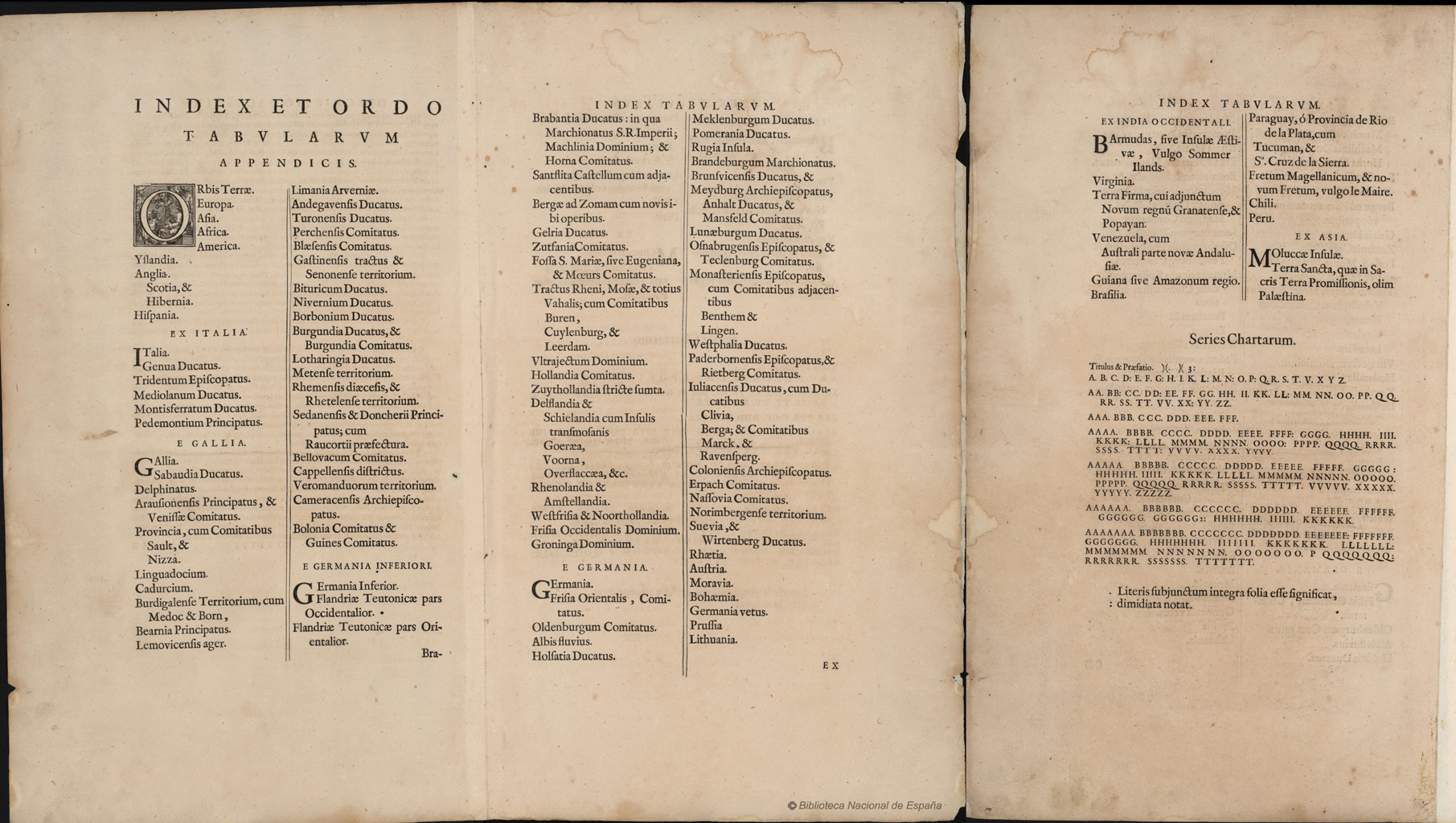
Inhoudsopgave van de Appendix uit 1631
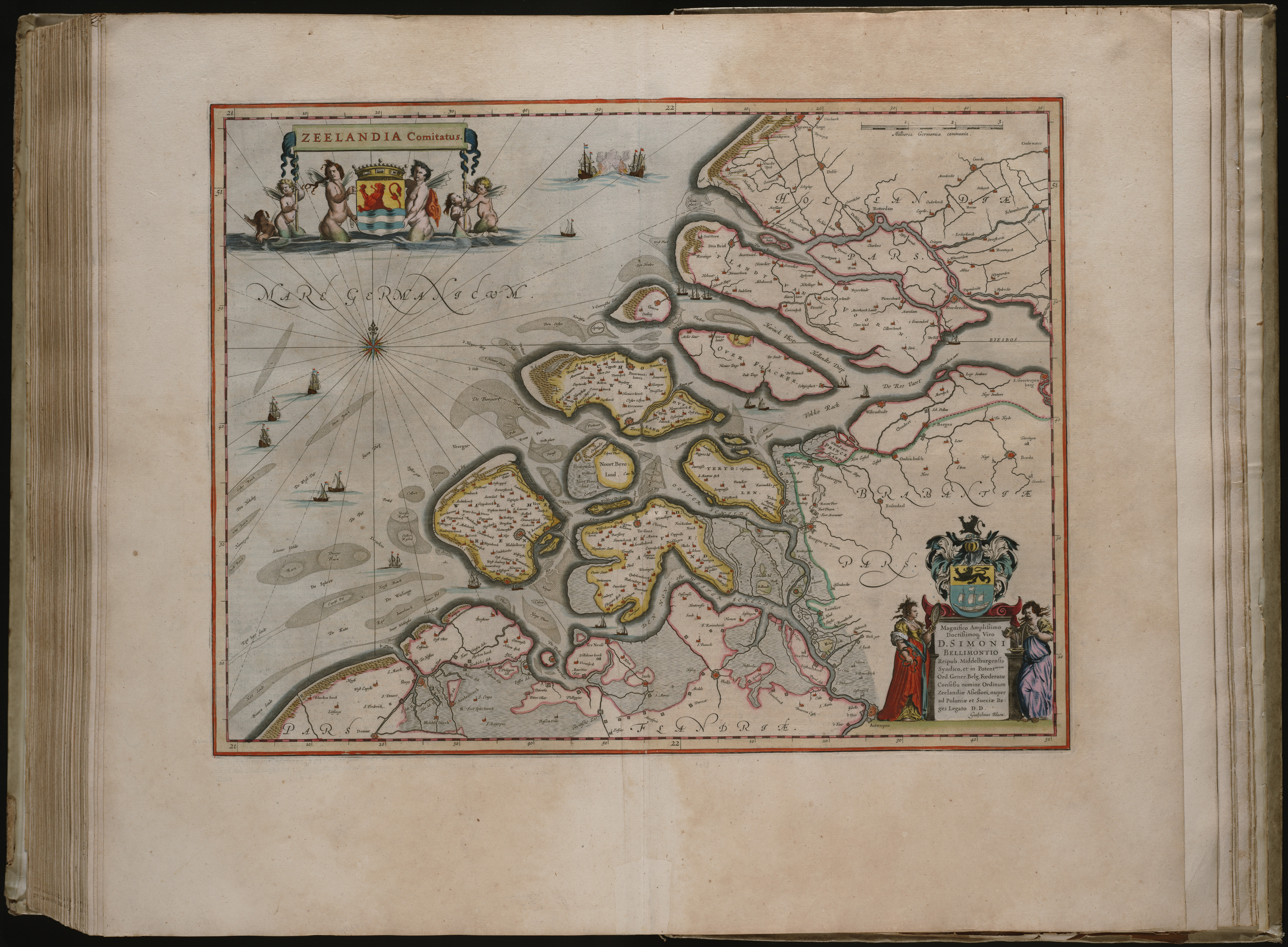
Zeeland
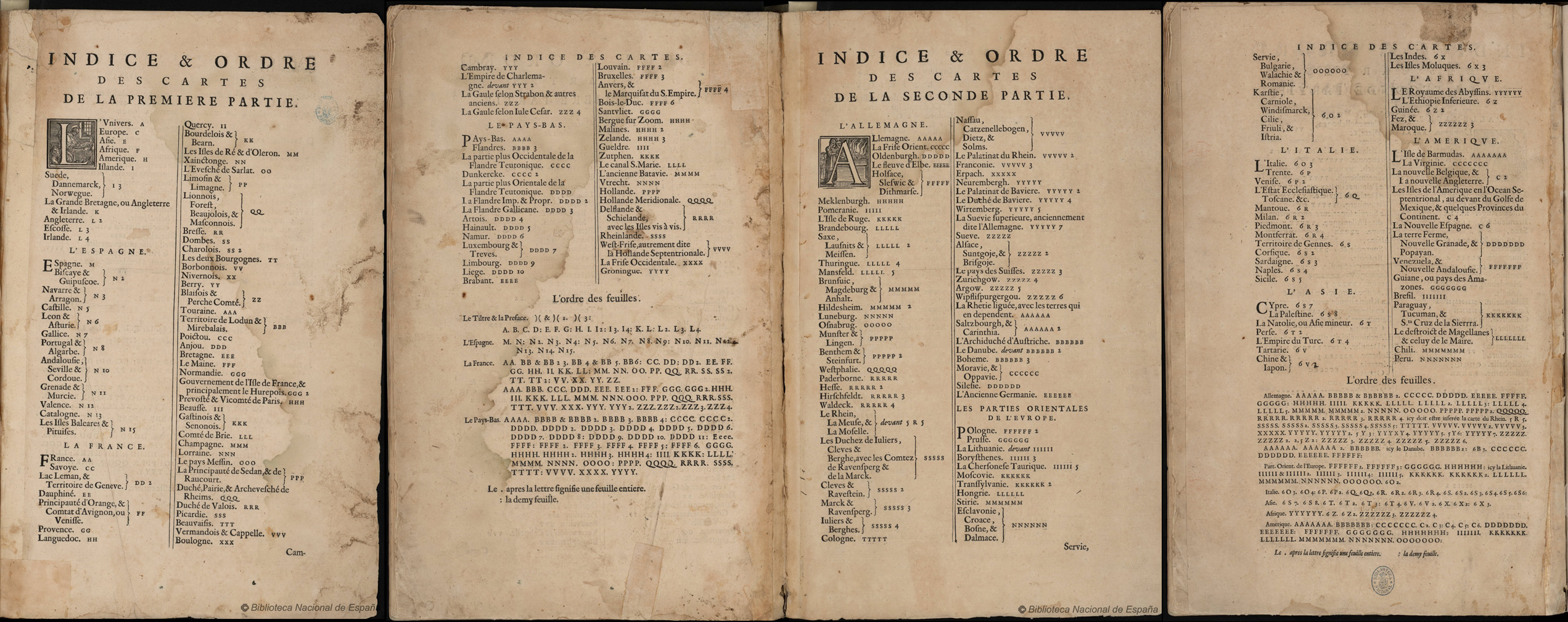
Inhoudsopgave van Le Theatre du monde uit 1635

## Uitgaven
- Aardglobe (1599)
- Hemelglobe (1603)
- Nieuw Graetboeck (1605)
- Nywe Paskaerte (1606)

Nova totius terrarum orbis geographica ac hydrographica tabula, 1635

- Tafelen van de declinatie der Sonne (1623)
- Tafelen van de breedte van de opgang der Sonne (z.j.)
- Pascaarte van alle de zeecusten van Europa (1625)
- Tweevoudigh onderwijs van de Hemelsche en Aerdsche globen; In 1634 uit het Latijn vertaald door Maarten van den Hove die het gebruikte bij zijn onderwijs aan het Athenaeum Illustre.
- Atlas Novus, voluit Theatrum Orbis Terrarum, sive, Atlas Novus (1635) In eerste instantie 2 delen in diverse talen: Latijn, Duits, Nederlands Frans, Engels & Spaans.

## Literaire uitgaven
Willem Blaeu was niet alleen cartograaf, maar ook uitgever, onder andere van grote namen zoals zijn neef P.C. Hooft, Roemer Visscher, Adriaan Metius, Vondel, Descartes, Snellius, Barlaeus, Hugo de Groot en Vossius.
In 1611 ondernam Blaeu de uitgave van een naar zijn winkel genoemde reeks 'Vergulde Sonnewyser', waarin als eerste een bundel liefdesemblemata van Hooft verscheen, Emblemata amatoria. De daaropvolgende titels waren Hoofts Geeraerdt van Velsen (1613), Granida (1615, herdruk 1620), Baeto (1626) en de biografie van Henrik de Groote (1626). Van Roemer Visscher verschenen Sinnepoppen (1614, herdruk 1618) en van Daniël Heinsius de Nederduytsche poemata (1616) en de Thronus Cupidinis (1618). Ook herdrukte hij werk van Jacob Cats. Blaeu wierp zich vanaf 1626 op als uitgever en beschermer van Vondel. Literatuurhistoricus Karel Porteman typeert met name de embleemboeken uit de serie als 'grafische pronkstukjes', waarbij hij het eerstgenoemde werk van Hooft kwalificeert als "beslist het elegantste specimen uit het genre van de typisch Nederlandse liefdesemblematiek".
Vondel schreef over Blaeu: "Hij zet u geen feestmaal van taart of marsepein voor, ... , maar kaarten, graadbogen, astrolabia en globes, hol van binnen en bol van buiten, beschilderd met figuren en wonderlijk gekke afbeeldingen. Hij laat boeken het licht zien waarvoor zeelui hem dankbaar zijn: hij peilt de ondiepe plaatsen en waarschuwt voor de banken, wijde inhammen en bochtige baaien ..."

## Joan Blaeu

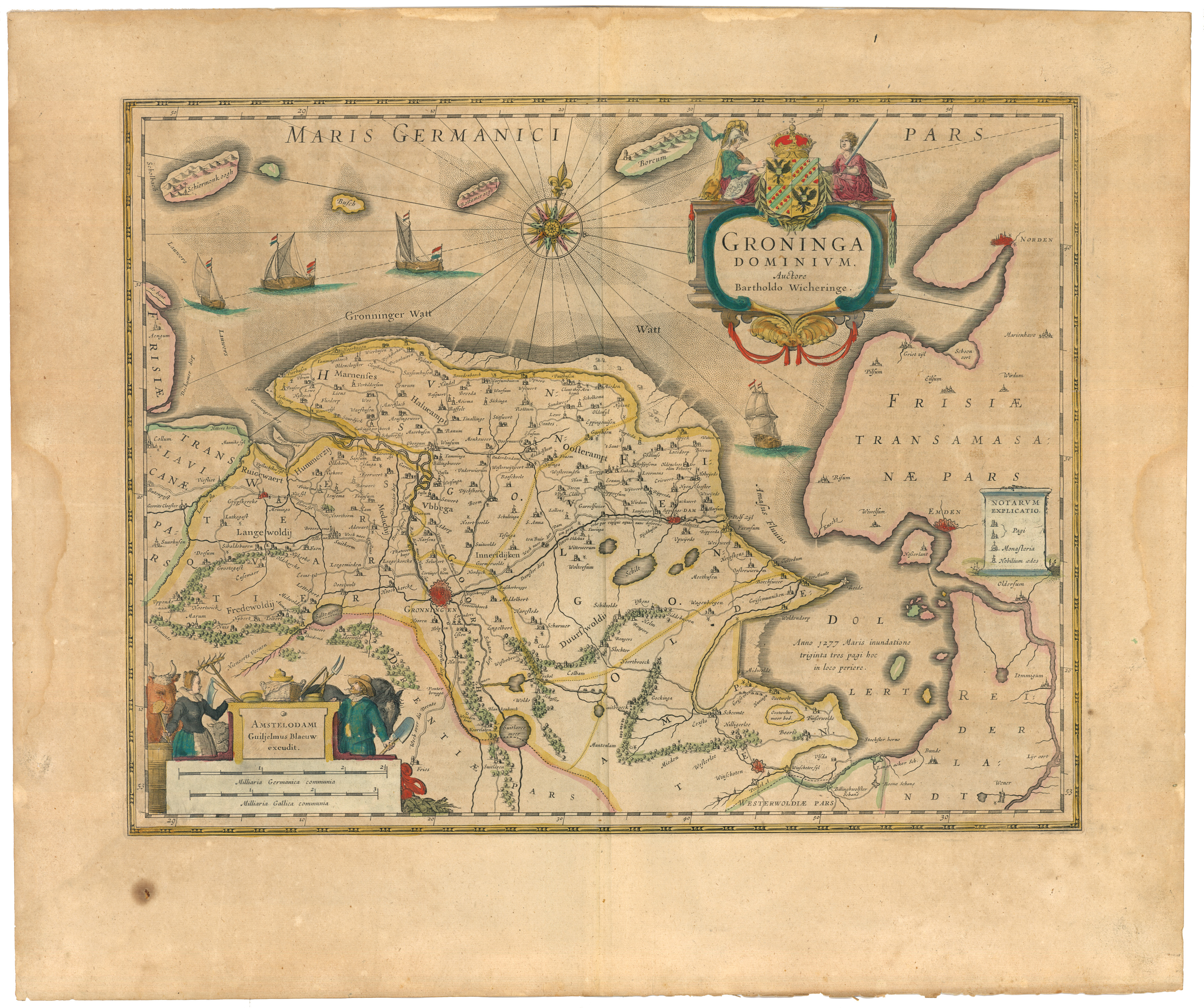
Groningen uitgave 1645

Joan Blaeu, zijn zoon, zette het bedrijf voort samen met zijn jongere broer Cornelis. Zijn andere broer Willem (niet te verwarren met Willem II Blaeu, de zoon van Joan) trouwde met de weduwe van Gillis Claesz. de Hondecoeter, Anna Spiering (dochter van Francois Spiering) en beheerde de lettergieterij en het magazijn op de Bloemgracht. Cornelis overlijdt in 1644 en Willem in 1647 waarna Joan het bedrijf alleen verder zet.
De atlassen die Willem Blaeu samen met zijn zoon maakte waren in de 17e eeuw de meest gedetailleerde ooit gemaakt. Desgewenst in aantrekkelijke kleuren en/of verlucht met bladgoud. Het bekendste voorbeeld hiervan is de Atlas Maior, uitgegeven vanaf 1662.
In 1670 werd de drukkerij verplaatst naar de Gravenstraat, sinds jaar en dag Blaeu-erf geheten. Het pand brandde twee jaar later tot de grond toe af. De schade was aanzienlijk, volgens Jan van der Heyden, die de brand beschreef.
In het Nederlands Scheepvaartmuseum in Amsterdam zijn diverse kaarten tentoongesteld. Ook in het Tresoar te Leeuwarden is een exemplaar te bezichtigen. In het Zeeuws maritiem muZEEum te Vlissingen is een virtuele versie van de atlas te zien die indertijd aan Michiel de Ruyter werd geschonken. Ook zijn er werken die deel uitmaken van de Fagel Collectie en zich bevinden in het Trinity College in Dublin.

## Trivia
- De firma Blaeu is venster nummer 18 van de Canon van Amsterdam.
- In Alkmaar is een school naar hem vernoemd, de OSG Willem Blaeu.

- Bibsys: 3073385
- Biblioteca Nacional de Chile: 000314129
- Biblioteca Nacional de España: XX1119145
- Bibliothèque nationale de France: cb12169772t (data)
- Biografisch Portaal: 27944598
- Catàleg d'autoritats de noms i títols de Catalunya: 981058525998506706
- Digitale Bibliotheek voor de Nederlandse Letteren: blae004
- Stuttgart Database of Scientific Illustrators 1450–1950: 1849
- Gemeinsame Normdatei: 118658972
- International Standard Name Identifier: 0000 0001 1027 9058
- Library of Congress Control Number: n80024098
- Nationale Bibliotheek van Letland: 000152398
- Bibliotheek van het Japanse parlement: 00807198
- Nationale Bibliotheek van Tsjechië: jn20000600889
- Nationale bibliotheek van Australië: 35019144
- Nationale Bibliotheek van Israël: 987007258606405171
- Nationale Bibliotheek van Polen: a0000003175782
- Nationale en Universitaire bibliotheek Zagreb: 000375773
- Nederlandse Thesaurus van Auteursnamen: 068960069
- RKD-Nederlands Instituut voor Kunstgeschiedenis: 111958
- Istituto Centrale per il Catalogo Unico: PUVV147978
- LIBRIS: 41345
- SNAC: w67w7gf7
- Système universitaire de documentation: 030239087
- Trove: 793495
- Union List of Artist Names: 500175604
- Virtual International Authority File: 61587424
- WorldCat: E39PBJdrFJkYmwr6GkcgtDxFKd